# Rumänische Rugby-Union-Nationalmannschaft
Die rumänische Rugby-Union-Nationalmannschaft (rumänisch Echipa națională de rugby a României) ist die Nationalmannschaft Rumäniens in der Sportart Rugby Union und repräsentiert das Land bei allen Länderspielen (Test Matches) der Männer. Die Mannschaft trägt den Spitznamen Stejarii („die Eichen“). Die organisatorische Verantwortung trägt der 1931 gegründete Verband Federația Română de Rugby (FRR). Vom Weltverband World Rugby wird die rumänische Nationalmannschaft in die zweite Stärkeklasse (second tier) eingeteilt. Damit gehört sie zu den stärkeren europäischen Teams außerhalb der Six Nations.
Das erste Test Match fand 1919 gegen die Vereinigten Staaten statt. Rumänien galt neben Italien jahrzehntelang als eine der besten Rugbymannschaften Europas außerhalb der damaligen Five Nations. Die Mannschaft errang bei Europameisterschaften bisher zehn Titel und klassierte sich 20 Mal auf dem zweiten sowie 17 Mal auf dem dritten Platz. Während ihrer Blütezeit in den 1980er Jahren gelang es ihr, mehrmals Rugbygrößen wie Frankreich, Wales und Schottland zu schlagen. Nach dem Sturz des kommunistischen Ceaușescu-Regimes fiel die großzügige staatliche Förderung weitestgehend weg und es begann eine schwächere Phase, die bis heute andauert.
Traditionell spielt Rumänien in gelben Trikots mit blauen Hosen und roten Socken. Seine wichtigsten internationalen Auftritte hat das Team bei den alle vier Jahre stattfindenden Weltmeisterschaften. Seit deren Einführung 1987 hat es an fast jedem Turnier teilgenommen und verpasste bisher nur das Turnier 2019.

## Organisation
Verantwortlich für die Organisation von Rugby Union in Rumänien ist die Federația Română de Rugby (FRR). Sie wurde 1931 gegründet und 1987, kurz vor der ersten Weltmeisterschaft, Vollmitglied des International Rugby Football Board (IRFB; heute World Rugby). Die Federația Română de Rugby war außerdem im Jahr 1934 Gründungsmitglied des Kontinentalverbandes Fédération internationale de rugby amateur (FIRA, heute Rugby Europe).
Die höchste Rugby-Union-Liga in Rumänien ist die professionelle Liga Națională de Rugby mit sechs Mannschaften. Allerdings ziehen es zahlreiche Spieler wegen der wirtschaftlichen Schwäche des Landes vor, für Vereine in Westeuropa anzutreten (vor allem in Frankreich). Nicht in Westeuropa tätige Nationalspieler gehören meist der professionellen Mannschaft Romanian Wolves an, die seit 2022 am Rugby Europe Super Cup teilnimmt. Neben der eigentlichen Nationalmannschaft ruft die FRR weitere Auswahlmannschaften zusammen. Wie andere Rugbynationen verfügt Rumänien über eine U-20-Nationalmannschaft, die an den entsprechenden Europa- und Weltmeisterschaften teilnimmt. Kinder und Jugendliche werden bereits in der Schule an den Rugbysport herangeführt und je nach Interesse und Talent beginnt dann die Ausbildung.

## Geschichte

### Einführung und Verbreitung von Rugby

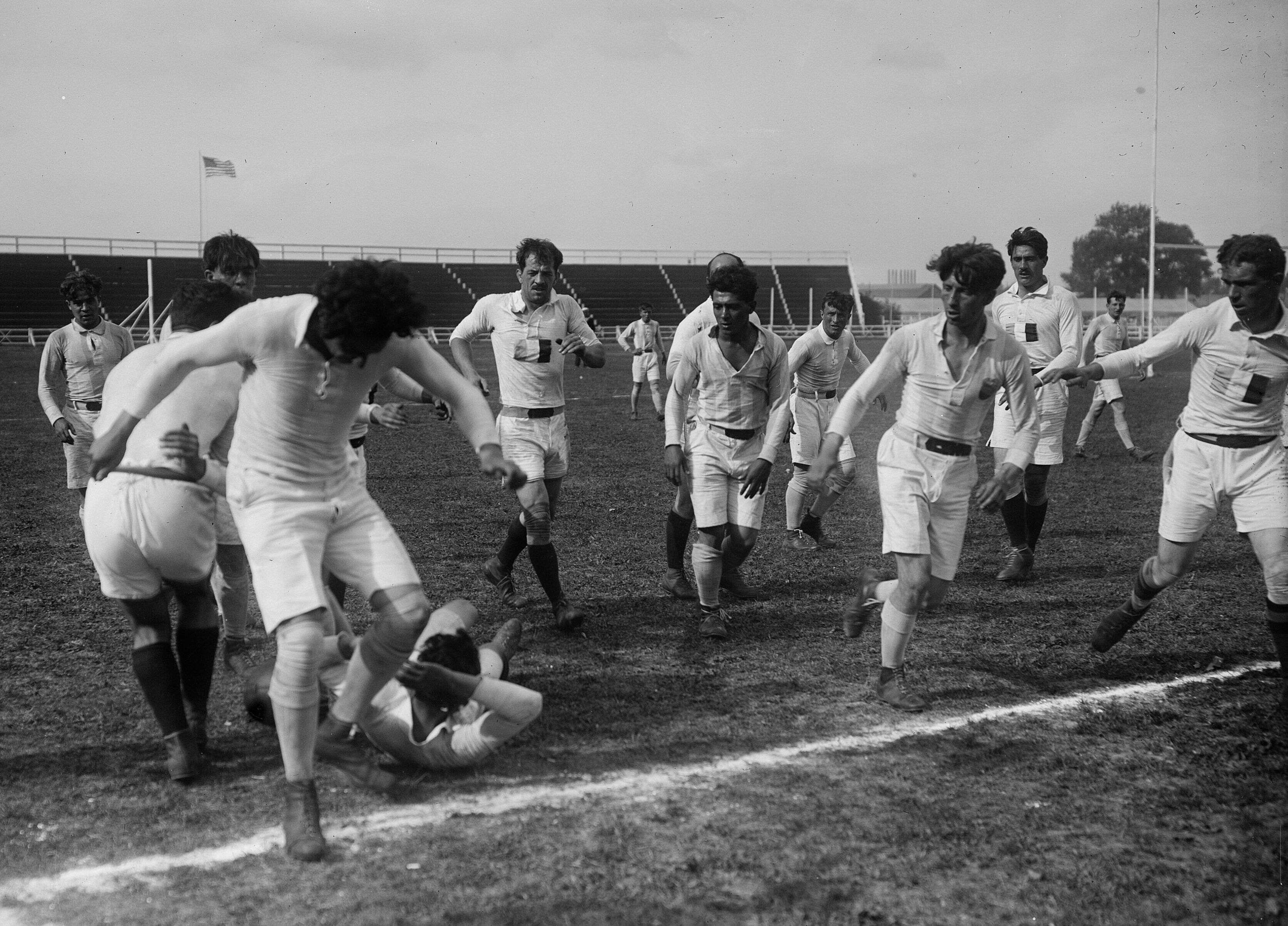
Rumänien gegen Frankreich bei den Interalliierten Spielen 1919

Die Rugbyhistorie Rumäniens begann im frühen 20. Jahrhundert, als Studenten den Sport während ihrer Auslandssemester in Paris kennenlernten und mit Rugbybällen im Gepäck in ihre Heimat zurückkehrten. Das Rugbyspiel etablierte sich in Bukarest, wo es von Studenten und Angehörigen des aufstrebenden Bürgertums ausgeübt wurde. 1913 entstand mit Stadiul Român der erste Verein, dem bald weitere folgten, zunächst jedoch ausschließlich in der Hauptstadt. Diese Vereine gehörten ab 1914 dem zwei Jahre zuvor gegründeten allgemeinen Sportverband Federatiunea Societatilor de Sport din Romania (FSSR) an, der auch andere Sportarten wie Tennis, Radsport oder Fußball betreute. Die ersten Vereine in Provinzstädten entstanden 1919 in Lupeni und Petroșani.
Ebenfalls 1919 erhielt Rumänien als einer der Siegermächte des Ersten Weltkrieges eine Einladung zu den in Paris stattfindenden Interalliierten Spielen. Die FSSR stellte eine Nationalmannschaft aus jenen Angehörigen der Armee zusammen, die die größte Begabung für das Spiel gezeigt hatten und einem der bereits existierenden Vereine angehörten. Ihr erstes internationales Spiel am 23. Juni endete mit einer 5:48-Niederlage gegen eine inoffizielle Auswahl des Gastgebers. Drei Tage später folgte gegen die Vereinigten Staaten eine 0:21-Niederlage. Es zählte im Gegensatz zum Frankreich-Spiel als Test Match und gilt deshalb als erstes offizielles Länderspiel Rumäniens. Ein Jahr später hätte Rumänien am Rugbyturnier der Olympischen Spiele 1920 teilnehmen sollen, musste aber verzichten, da das Nationale Olympische Komitee nicht genügend Geld hatte, um überhaupt Athleten nach Antwerpen zu entsenden. Bei den Olympischen Sommerspielen 1924 kam schließlich die Teilnahme zustande. Das rumänische Team traf nach viertägiger Zugfahrt erschöpft, ohne Verpflegung und mit knappen finanziellen Mitteln in Paris ein. Es musste sich Frankreich mit 3:61 und den Vereinigten Staaten mit 0:39 geschlagen geben. Trotz der sehr deutlichen Niederlagen erhielten die Rumänen die Bronzemedaille, da nur drei Mannschaften am Turnier beteiligt gewesen waren.
In den folgenden Jahren trat Rumänien sporadisch zu Freundschaftsspielen an, der erste Sieg gelang 1927 gegen die Tschechoslowakei. 1931 machte sich die Rugby-Kommission der FSSR selbstständig und bildete daraufhin den bis heute bestehenden Verband Federația Română de Rugby (FRR). Im Januar 1934 gehörte die FRR zu den neun Gründungsmitgliedern des Kontinentalverbandes Fédération internationale de rugby amateur (FIRA, heute Rugby Europe), der sich unter französischer Führung als Konkurrent zum damals exklusiven, angelsächsisch geprägten International Rugby Football Board (IRFB; heute World Rugby) etablierte. 1936 beteiligte sich Rumänien am ersten FIRA-Turnier in Berlin, die als inoffizielle Europameisterschaft galt, und unterlag im Spiel um Platz drei Italien knapp mit 7:8. Im April 1937 endete das erste Heimspiel überhaupt mit einem punktelosen Unentschieden gegen Italien. Ein halbes Jahr später verlor Rumänien bei dem in Paris ausgetragenen FIRA-Turnier 1937 erneut im Spiel um Platz drei, dieses Mal gegen Deutschland. 1938 war Bukarest Austragungsort des dritten FIRA-Turniers und Rumänien belegte unter drei Teilnehmern den letzten Platz. 1939, 1940 und 1942 fand jeweils ein Freundschaftsspiel gegen Italien statt, danach ruhte der internationale Spielbetrieb wegen des Zweiten Weltkrieges für mehrere Jahre; die nationale Meisterschaft konnte ununterbrochen durchgeführt werden.

### Symbol der kommunistischen Propaganda
Nach der kommunistischen Machtübernahme schien die Zukunft des rumänischen Rugbys zunächst ungewiss, denn er galt bei manchen Kommunisten als typischer Sport der eben erst entmachteten „Bourgeoisie“. Doch der Staat tolerierte Rugby nicht nur, sondern begann ihn sogar gezielt zu fördern. Ein Grund dafür dürfte gewesen sein, dass Gheorghe Gheorghiu-Dej, der Vorsitzende der Rumänischen Arbeiterpartei, früher in der Bukarester Grivița-Betriebswerkstätte der rumänischen Staatsbahn gearbeitet hatte, die ein erfolgreiches Rugby-Werksteam besaß. Welche Wertschätzung die Regierung für Rugby hatte, zeigte sich auch daran, dass Außenminister Grigore Preoteasa gleichzeitig Präsident der FRR war. 1954 gab es die ersten sportlichen Kontakte über den Eisernen Vorhang hinweg, als der walisische Verein Swansea RFC eine Tour durch Rumänien unternahm. Ein Jahr darauf erfolgte der Gegenbesuch der rumänischen Nationalmannschaft, die gegen walisische und englische Vereine antrat und mit einer ausgeglichenen Bilanz heimkehrte.

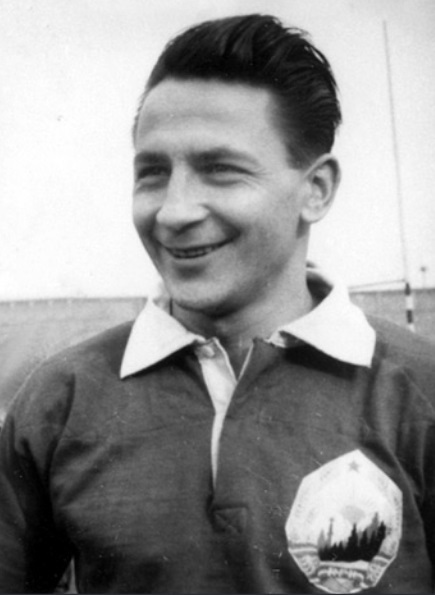
Alex Penciu gilt als einer der besten Rugbyspieler der 1960er

Im Kalten Krieg und insbesondere nach dem Beginn der Herrschaft von Nicolae Ceaușescu im Jahr 1965 nutzte das kommunistische Regime Rugby und andere Sportarten für den internationalen Wettstreit mit dem kapitalistischen „Klassenfeind“ im Westen. Jeder internationale Erfolg diente propagandistisch als Beweis der angeblichen Überlegenheit des kommunistischen Systems und dessen Ideologie. Der Staat scheute keinen Aufwand, um die Ausrüstung und das Training der Nationalmannschaft zu verbessern. Die dazu notwendige Aufbauarbeit leisteten zu Beginn überwiegend französische Trainer, bevor dann Einheimische diese Rolle übernahmen. Die meisten Spitzenspieler waren Angestellte der Armee oder der Polizei, weshalb sie entweder für Steaua Bukarest oder für Dinamo Bukarest spielten (entsprechend dominierten beide Mannschaften die Meisterschaft). Als so genannte Staatsamateure betrieben sie fast ausschließlich Leistungssport und trainierten in gut eingerichteten Anlagen. Diese Infrastruktur und Förderung brachte eine Reihe an Talenten für die Nationalmannschaft hervor.
Als die Nationalmannschaft 1949 wieder zu spielen begann, trat sie zunächst überwiegend gegen die sozialistischen Bruderländer Osteuropas an und erwies sich dabei als überlegen. Das Heimspiel am 19. Mai 1957 gegen Frankreich im Bukarester Stadionul 23 August war in zweierlei Hinsicht historisch: Die erste Begegnung zwischen beiden Mannschaften seit zwanzig Jahren endete mit einer knappen 15:18-Niederlage der Gastgeber, nachdem diese zur Halbzeit noch geführt und den Sieg erst in der letzten Minute aus der Hand gegeben hatten. Die ausländische Presse berichtete auch, dass 100.000 Zuschauer das Spiel mitverfolgt hatten – ein neuer Weltrekord für ein Rugbyspiel, der bis zu einer Begegnung zwischen Australien und Neuseeland im Jahr 2000 bestehen blieb. 1958 kam es zu politischen Säuberungen im rumänischen Rugbysport, als mehrere Spitzenspieler von den Behörden als „politisch verdächtig“ bezeichnet, aus den beiden führenden Vereinen entlassen und aus der Nationalmannschaft ausgeschlossen wurden. Dies beeinträchtigte zwar nicht die Stärke der Nationalmannschaft an sich – in Osteuropa blieb sie unangefochten an der Spitze – führte aber dazu, dass geplante Partien gegen britische Mannschaften abgesagt und für mehr als ein Jahrzehnt zurückgestellt werden mussten. Die Italiener und Franzosen blieben weiterhin die einzigen westeuropäischen Teams, die regelmäßig gegen Rumänien antraten. Am 5. Juni 1960 gelang in Bukarest ein bemerkenswerter Erfolg, als Frankreich, das wenige Monate zuvor das Five Nations 1960 für sich entschieden hatte, mit 11:5 bezwungen werden konnte.
Nachdem sie selbst in der Folge eine weitere Niederlage und zwei Unentschieden hatten hinnehmen müssen, gelang es den Franzosen im November 1964 schließlich, eine seit 20 Spielen anhaltende Ungeschlagenheit der Rumänen zu beenden. Ab 1965 nahm Rumänien jährlich an dem von der FIRA eingeführten Nationenpokal teil und gehörte aufgrund der damaligen Spielstärke sogleich der höheren von zwei Divisionen an. Nach einem dritten und zwei zweiten Plätzen in den drei ersten Ausgaben entschieden die Rumänen den FIRA-Nationenpokal 1967/68 für sich, gleichbedeutend mit ihrem ersten Europameistertitel. Den Grundstein dazu legten sie im Dezember 1968 mit einem hart umkämpften 15:14-Heimsieg über Frankreich, das die Five Nations 1968 noch mit einem Grand Slam für sich entschieden hatte.

### Goldene Ära des rumänischen Rugbys
In der ersten Hälfte der 1970er Jahre belegten die Rumänen fünfmal hintereinander den zweiten Platz im FIRA-Europacup, wobei sie stets den Franzosen den Vortritt lassen mussten. Im August und September 1973 unternahmen sie ihre erste Tour außerhalb Europas, als sie sechs Spiele in Argentinien bestritten; die zwei Test Matches gegen die Pumas endeten beide mit Niederlagen. Beim FIRA-Pokal 1974/75 setzte sich Rumänien gegen Titelverteidiger Frankreich durch und holte sich den zweiten Europameistertitel. Dieser Erfolg führte zu einem erhöhten Interesse seitens der westlichen Rugbynationen. Im August 1975 reiste die Nationalmannschaft durch Neuseeland, wobei in den Partien gegen regionale Auswahlteams vier Siege und drei Niederlagen zu Buche standen. Eine Begegnung mit den All Blacks war zwar nicht vorgesehen, doch Rumänien schaffte gegen die zweite Auswahl Junior All Blacks ein beachtliches 10:10-Unentschieden. Der dritte Europameistertitel folgte mit dem Gewinn des FIRA-Pokals 1976/77, mit Siegen in allen Spielen. Beispielsweise wurde Frankreich 15:12 bezwungen und Italien mit 69:0 regelrecht deklassiert.
Die Rumänen etablierten sich endgültig als stärkste Mannschaft Europas außerhalb der Five Nations und des IRFB, als sie wieder vermehrt gegen Teams von den Britischen Inseln antraten. Sowohl 1979 als auch 1980 hielten sie in inoffiziellen Länderspielen erstaunlich gut mit, als sie den Walisern knapp mit 12:13 unterlagen sowie gegen die Iren ein 13:13-Unentschieden herausholten. Beim FIRA-Pokal 1980/81 blieben die Rumänen erneut ungeschlagen (unter anderem ein 15:0-Heimsieg über Frankreich). Im Oktober 1981 waren die All Blacks zu Besuch in Rumänien. Zwar setzten sie sich in ihrem bis heute einzigen Test Match in Osteuropa mit 14:6 durch, doch der schottische Schiedsrichter wertete zwei Versuche der Rumänen als ungültig und verwehrte ihnen dadurch einen durchaus möglichen Sieg. Beim FIRA-Pokal 1982/83 blieb Rumänien ein weiteres Mal ungeschlagen und holte sich den insgesamt fünften Europameistertitel. Ab 1983 erkannten die Verbände der Home Nations sämtliche Spiele gegen Rumänien als Test Matches an. Wales war im November 1983 zu Gast und erlitt eine überraschend deutliche 6:24-Niederlage. Nicht viel besser erging es Schottland, das die Five Nations 1984 mit einem Grand Slam gewonnen hatte und sich im Mai 1984 in Bukarest mit 22:28 geschlagen geben musste. Vermehrt gab es ernstzunehmende Forderungen, die rumänische Nationalmannschaft in das Five-Nations-Turnier aufzunehmen. Dem standen jedoch die unüberwindbaren politischen Gegensätze sowie die Staatsamateure entgegen, die in traditionellen Rugbykreisen abschätzig als shamateurs (von sham = Schwindel, Betrug) bezeichnet wurden. Während einer kurzen Tour spielte Rumänien Anfang Januar 1985 im Londoner Twickenham Stadium erstmals gegen England und unterlag knapp mit 15:22.
Erfolge im FIRA-Pokal begannen in der zweiten Hälfte der 1980er Jahre seltener zu werden, da sich nicht nur die Franzosen, sondern zunehmend auch Italien und die Sowjetunion als starke Konkurrenten erwiesen. Von der damaligen extremen Mangelwirtschaft blieb die privilegierte Nationalmannschaft zwar zu einem guten Teil verschont, doch ihre Leistungen wurden sehr inkonstant. Beispielsweise ging sie am 1. November 1986 in ihrem ersten Test Match gegen Irland auswärts mit 0:60 regelrecht unter. Es handelte sich weltweit um das bisher deutlichste Ergebnis in einem Test Match überhaupt. 1987 war Rumänien eines von 16 Ländern, das vom IRFB eine Einladung zur ersten Weltmeisterschaft in Australien und Neuseeland erhielt; damit verbunden war die Aufnahme des Verbandes in den IRFB. Gegen Simbabwe gelang Rumänien ein 21:20-Sieg, die beiden anderen Gruppenspiele gegen Frankreich und Schottland gingen mit 12:55 und 28:55 verloren. So verpasste Rumänien das Viertelfinale und schied bereits in der Vorrunde aus. Der erste Auswärtssieg gegen eine der Five-Nations-Mannschaften gelang im November 1988, als Rumänien in Cardiff Wales mit 15:9 schlug.

### Abgleiten in die Zweitklassigkeit
Der gewaltsame Sturz des Ceaușescu-Regimes im Dezember 1989 hatte einschneidende Folgen. In den Wirren der rumänischen Revolution kamen sechs Spieler der Nationalmannschaft ums Leben, darunter der damalige Kapitän Florică Murariu. Nicht zuletzt wegen der großzügigen Förderung hatte sich Rugby als drittbeliebteste Mannschaftssportart nach Fußball und Handball etabliert, mit mehr als zwölftausend lizenzierten Spielern in 110 Vereinen. Nach der Revolution fielen die großzügigen finanziellen Zuwendungen des Staates als Folge der politischen Umwälzungen weitestgehend weg. Ebenso verloren die Jugendlichen in zunehmendem Maße das Interesse an Rugby, da nun etliche andere Freizeitaktivitäten zur Verfügung standen, die während der kommunistischen Ära nicht möglich gewesen waren.
Unter den komplett geänderten Voraussetzungen blieb die Nationalmannschaft zunächst weiter erfolgreich. Im Mai 1990 schlug sie auswärts Italien mit 16:9, einen Monat später Frankreich mit 12:6, den Turniersieg im FIRA-Pokal 1989/90 verpasste sie nur wegen der schlechteren Punktedifferenz. Im August 1991 konnte Schottland zuhause mit 18:12 bezwungen werden. Bei der darauf folgenden Weltmeisterschaft 1991, ausgetragen in den Ländern der damaligen Five Nations, musste Rumänien zwei Niederlagen hinnehmen, ein 3:30 gegen Frankreich und ein 11:19 gegen Kanada. Der abschließende 17:15-Sieg über Fidschi reichte aber nicht, um das erneute vorzeitige Ausscheiden zu verhindern. Während die nationale Rugby-Infrastruktur wegen Geldmangels dem Verfall überlassen wurde, hatte Rumänien immer mehr Mühe, mit der Konkurrenz mitzuhalten. Erfolge gegen stärker eingeschätzte Mannschaften begannen auszubleiben; Ausnahme war ein 26:12-Heimsieg über Italien im Mai 1994. Ein Jahr später sicherte man sich mit zwei Siegen über Deutschland und Russland die WM-Qualifikation. Bei der Weltmeisterschaft 1995 in Südafrika blieb Rumänien ohne Sieg. Erneut traf die Mannschaft auf Kanada, zudem auf Gastgeber Südafrika und Australien. Gegen Südafrika hatten die Rumänen erstaunlicherweise die besten Chancen auf einen Sieg, scheiterten letztlich aber mit 8:21 am späteren Weltmeister.
Als der IRFB im August 1995 sämtliche Beschränkungen bezüglich Bezahlung der Spieler aufhob und somit die professionelle Ära von Rugby Union einläutete, führte dies zu einem noch größer werdenden Qualitätsunterschied zu den führenden Rugbynationen. Da der finanzschwache Verband wegen des Fehlens geeigneter Sponsoren keine eigene hochklassige Liga schaffen konnte, wechselten zahlreiche Spieler zu Vereinen im Ausland, vor allem nach Frankreich. Zwölf Jahre später waren über dreihundert Rumänen für französische Vereine tätig, bis hinunter in die fünfte Spielklasse. Die einheimische Liga, praktisch ohne Zuschauer und fast mittellos, war schlicht zu unattraktiv, um Talente an sich binden zu können. Andererseits war der Verband kaum mehr in der Lage, wenigstens für die Nationalmannschaft ein adäquates Umfeld zu schaffen. Alin Petrache, Mannschaftskapitän um die Zeit der Jahrtausendwende, beurteilte 2003 in einem Interview die Situation wie folgt: „Als der Rest der Rugby-Welt sich wie Amateure verhielt, waren wir Profis. Seitdem Rugby professionell ist, sind wir vollständig amateurhaft geworden.“
1995 und 1997 nahm Rumänien zusammen mit Argentinien, Frankreich und Italien an der Coupe Latine teil. Dieses Rundenturnier stieß auf wenig Interesse und die beteiligten Verbände gaben es nach nur zwei Austragungen auf; die Rumänen verloren alle ihre Spiele deutlich und belegten jeweils den letzten Platz. Ebenfalls 1997 zogen sich Frankreich und Italien aus der Europameisterschaft zurück, da der Klassenunterschied zu den anderen Mannschaften schlicht zu groß geworden war. Mit dem Wegfall beider Hauptkonkurrenten war insbesondere für Rumänien ein bedeutender Prestigeverlust verbunden, denn er signalisierte endgültig, dass die Nationalmannschaft für die „großen“ Rugbynationen kein ernstzunehmender Gegner mehr war und fortan deutlich weniger Gelegenheiten erhielt, sich mit ihnen zu messen. Eine Argentinien-Tour im Sommer 1998 (die letzte nach traditioneller Art) verlief enttäuschend: Die Rumänen schafften gegen regionale Teams nur zwei Unentschieden und verloren die übrigen Spiele; das Test Match gegen die Pumas verloren sie mit 22:68. Erfolgreich verlief hingegen die WM-Qualifikation mit zum Teil deutlichen Siegen über Belgien, die Niederlande, Polen, die Ukraine und Georgien; die einzige Niederlage resultierte erwartungsgemäß gegen Irland. Bei der Weltmeisterschaft 1999, die erneut in den Ländern der Five Nations stattfand, gelang den Rumänen wieder nur ein Sieg, als sie die USA knapp mit 27:25 bezwangen; chancenlos waren sie gegen Australien (9:57) und Irland (14:44).

Rumänien gegen Irland am 26. November 2005 in Dublin

Der Rückzug Frankreichs und Italiens führte seitens der FIRA zu einer grundlegenden Reform der Europameisterschaft. Der Wettbewerb hieß neu European Nations Cup und umfasste alle Nationalmannschaften Europas außerhalb der Six Nations. Rumänien gehörte von Anfang an der höchsten von vier Divisionen an, entschied die erste Ausgabe deutlich für sich und errang den ersten Europameistertitel seit 1983 (den sechsten insgesamt). Dass dieser Erfolg kein Selbstläufer war, zeigte sich in den folgenden Jahren an der immer stärker werdenden Konkurrenz aus Georgien. Bereits beim European Nations Cup 2000/01 folgte die erste Niederlage gegen diese Mannschaft, was den Georgiern ihrerseits den ersten Europameistertitel bescherte. Im November 2001 zeigte sich exemplarisch, wie sehr das Leistungsniveau der Rumänen hinter jenes der führenden Rugbynationen zurückgefallen war. Die Nationalmannschaft verlor auswärts gegen England mit 0:134, gleichbedeutend mit der bis heute höchsten Niederlage in der Geschichte des Verbandes. Das Ergebnis war zum Teil darauf zurückzuführen, dass die besten rumänischen Spieler sich geweigert hatten, überhaupt anzutreten, da sie sonst von ihren französischen Vereinen für die Zeit der November-Länderspiele nur eine sehr geringe Bezahlung erhalten hätten.

### Kurzer Hoffnungsschimmer
Als Reaktion auf diese Niederlage kam es zu einer grundlegenden Reform des rumänischen Rugbyverbandes, um das Absinken der Nationalmannschaft in die völlige Bedeutungslosigkeit abzuwenden; auch die führenden Vereine des Landes erfuhren einen Professionalisierungsschub. Der neue Verbandspräsident Octavian Morariu bat seinen französischen Amtskollegen um Unterstützung. Die Fédération française de rugby stellte daraufhin den erfolgreichen Juniorentrainer Bernard Charreyre als neuen rumänischen Nationaltrainer zur Verfügung und übernahm auch dessen Entlohnung. Im Rahmen des European Nations Cup 2001/02 gewannen die Rumänen mit Siegen gegen alle fünf Gegner den siebten Europameistertitel. Die Entscheidung fiel im April 2002 mit einem 31:23-Auswärtssieg in der georgischen Hauptstadt Tiflis; in dieser Partie spielten beide Teams erstmals zusätzlich um den neu eingeführten Antim Cup. Im Herbst 2002 fand ein Qualifikationsturnier statt, bei dem drei Teilnehmer zwei Startplätze für die nächste WM-Endrunde unter sich ausmachten. Rumänien unterlag zwar Italien mit 17:25, belegte aber dank eines 67:6-Sieges über Spanien ungefährdet den zweiten Platz. Bei der Weltmeisterschaft 2003 in Australien verlor Rumänien die drei ersten Gruppenspiele gegen Irland (17:45), den Gastgeber (8:90) und Argentinien (3:50); der einzige Sieg gelang gegen Namibia (37:7).

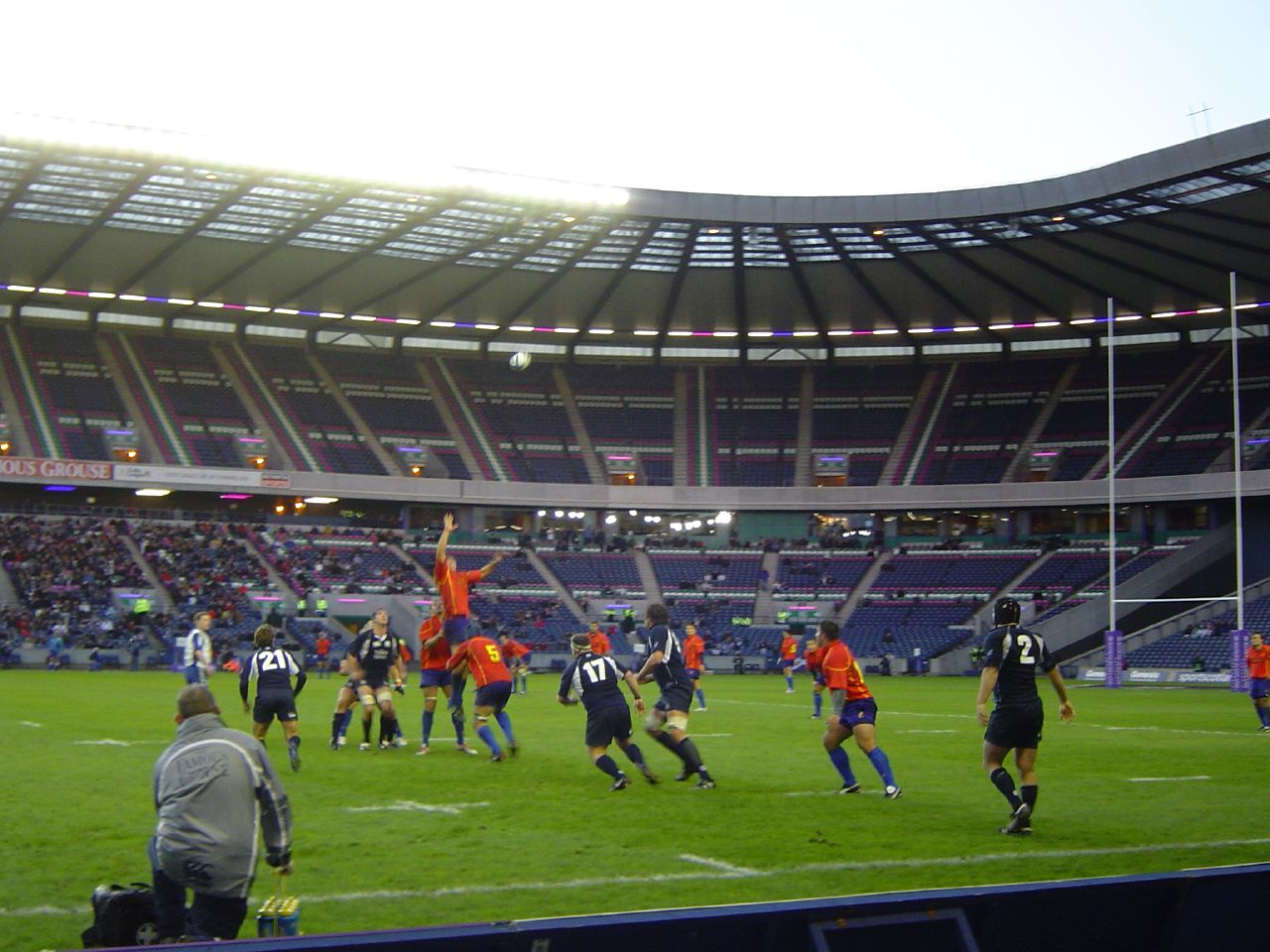
Rumänien gegen Schottland in Edinburgh (2006)

Die Verantwortlichen des Verbandes zeigten sich nicht zufrieden mit dem Abschneiden der Mannschaft und kündigten noch vor dem letzten WM-Spiel gegen Namibia an, Charreyres Vertrag nicht zu verlängern. Zwar seien die erzielten Fortschritte unbestreitbar, doch die während der Endrunde gezeigten Leistungen hätten nicht den Erwartungen entsprochen. Auf Charreyre folgten in den nächsten vier Jahren drei weitere Franzosen als Nationaltrainer. Zu Beginn des European Nations Cup 2003/04 ließ sich Rumänien von Portugal überraschen und verlor mit 15:16 in Lissabon. In der Rückrunde des Turniers gelang es den Rumänen, vorübergehend die Tabellenspitze zu übernehmen, unterlagen dann aber im zweitletzten Spiel den Russen auswärts mit 24:33. Der rumänische Verband erhob daraufhin den Vorwurf, zwölf seiner Spieler seien während des Aufenthalts in Krasnodar durch das absichtliche Beimischen von Beruhigungsmitteln ins Essen beeinträchtigt worden. Der Titel ging etwas überraschend an Portugal, während Rumänien mit dem zweiten Platz vorlieb nehmen musste. Im Rahmen der Mid-year Internationals 2004 gelang ein Achtungserfolg, als Italien zuhause mit 25:24 bezwungen werden konnte. World Rugby stufte Rumänien im selben Jahr in die zweite Stärkeklasse ein, verbunden mit einer besseren finanziellen Förderung. 2005 nahm das Team an der letzten Austragung des Super Powers Cup teil, verlor aber sowohl gegen Japan als auch die USA, womit es den letzten Platz belegte.
Der European Nations Cup 2004–2006 diente gleichzeitig als erster Teil der WM-Qualifikation. Mit acht Siegen und zwei Niederlagen über einen Zeitraum von etwas mehr als anderthalb Jahren errang Rumänien zum achten Mal den Europameistertitel, dank einer besseren Punktedifferenz als der hartnäckigste Konkurrent Georgien. Der zweite Teil der WM-Qualifikation im Oktober 2006 bestand aus einem kleinen Rundenturnier. Rumänien bezwang Georgien zuhause mit 20:8 und Spanien auswärts mit 43:20, wodurch man die direkte Qualifikation ohne Umweg über eine Relegationsrunde schaffte. Im Juni 2007 war Rumänien erstmals Gastgeber des neu eingeführten Nations Cup und belegte den vierten Platz unter sechs Teilnehmern. Während der in Frankreich ausgetragenen Weltmeisterschaft 2007 offenbarte sich, dass trotz der positiven Grundstimmung der vergangenen Jahre der Rückstand zu den führenden Nationen nicht kleiner geworden war. Während Rumänien im ersten Gruppenspiel gegen Italien noch recht gut mithalten konnte und knapp mit 18:24 verlor, folgte anschließend eine klare 0:42-Niederlage gegen Schottland. Der einzige Sieg an diesem Turnier resultierte gegen Portugal (14:10) und zum Abschluss gab es eine 8:85-Niederlage gegen Neuseeland. Damit war das Minimalziel (dritter Gruppenrang und somit eine direkte Qualifikation für die nächste Endrunde) verpasst worden.

### Fortwährende Stagnation
Der nach der Weltmeisterschaft als Nationaltrainer verpflichtete Neuseeländer Ellis Meachen wurde bereits im März 2009 wieder entlassen, nachdem Rumänien im European Nations Cup 2008–2010 nach zwei Niederlagen gegen Russland und einer weiteren gegen Georgien nur auf Platz vier der Tabelle lag und damit außerhalb der Ränge, die zur WM-Qualifikation berechtigten. Als sein französischer Nachfolger Serge Lairle im Mai 2010 eine Vertragsverlängerung zu geringeren Bezügen ablehnte, betraute der Verband Romeo Gontineac mit der Traineraufgabe; als Assistent stand ihm der frühere neuseeländische Nationalspieler Steve McDowall zur Seite. 2010 blieb Rumänien im European Nations Cup unbesiegt und holte den neunten Europameistertitel. Die schlechten Ergebnisse von 2009 miteingerechnet, reichte dies in der über zwei Jahre ausgetragenen europäischen WM-Qualifikation lediglich für den dritten Platz. Da sich nur die beiden besten Teams direkt qualifizierten, musste Rumänien zwei weitere Qualifikationsrunden überstehen. In der europäischen Relegation stellte die Ukraine kein großes Hindernis dar und wurde in zwei Spielen mit einem Gesamtergebnis von 94:10 bezwungen, worauf eine zweistufige interkontinentale Relegation folgte. Zunächst konnte Tunesien mit 56:13 eliminiert werden, anschließend fiel die Entscheidung in zwei Spielen gegen Uruguay. Rumänien spielte auswärts 21:21 unentschieden und sicherte sich zuhause mit einem 39:12-Sieg den letzten noch zu vergebenden Startplatz. Die anschließende Weltmeisterschaft 2011 in Neuseeland verlief hingegen sehr enttäuschend, mit vier Niederlagen gegen Schottland (24:34), Argentinien (8:43), England (3:67) und Georgien (9:25).
Der frühere Nationalspieler Haralambie Dumitraș übernahm nach der Weltmeisterschaft das Amt des Nationaltrainers. Unter seiner Führung geriet die Mannschaft beim European Nations Cup 2010–2012 bald ins Hintertreffen, konnte den Rückstand auf Georgien bis zum Ende des Wettbewerbs nicht mehr wettmachen und belegte letztlich mit deutlichem Abstand den zweiten Platz. Im Juni 2012 entschied Rumänien bei seiner sechsten Teilnahme erstmals den Nations Cup für sich und blieb dabei unbesiegt. Nach den End-of-year Internationals 2012 ersetzte der Verband Dumitraș durch Lynn Howells. Doch auch dem erfahrenen Waliser gelang es zunächst nicht, die immer deutlichere Dominanz Georgiens bei Europameisterschaften zu durchbrechen. Von 2013 bis 2016 belegten die Rumänen hinter ihren mittlerweile größten Rivalen viermal in Folge den zweiten Platz. Dem gegenüber standen beim Nations Cup zwei Turniersiege in den Jahren 2013 und 2015. Die Europameisterschaften 2013 und 2014 dienten zusammen als europäisches WM-Qualifikationsturnier; auch jahresübergreifend belegte Rumänien hinter Georgien den zweiten Platz und sicherte sich so einen der beiden zu vergebenden Startplätze. Bei der Weltmeisterschaft 2015 in England unterlag man zunächst Frankreich mit 11:38 und Irland mit 10:44. Gegen Kanada lagen die Rumänen bis kurz nach der Pause mit 0:15 zurück, konnten das Spiel aber noch drehen und es mit 17:15 gewinnen; es handelte sich um die erfolgreichste Aufholjagd in der bisherigen WM-Geschichte. Zum Abschluss verlor man 22:32 gegen Italien.

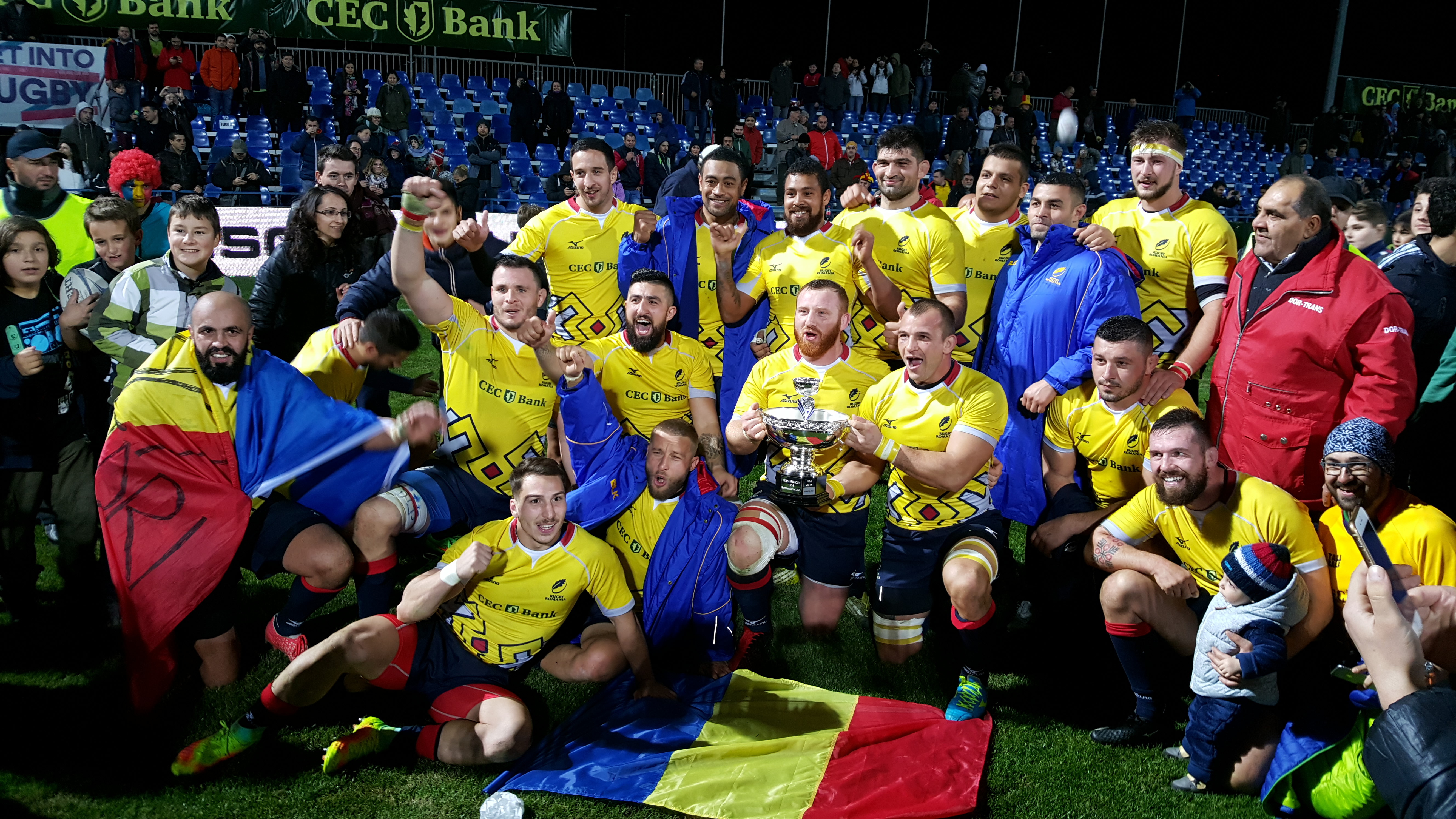
Das rumänische Team feiert einen Sieg über die USA (2016)

Im Juni 2016 gewann Rumänien zum dritten Mal den Nations Cup, gleichzeitig war es zum letzten Mal Gastgeber und Teilnehmer dieses Turniers. Der Verband vollzog damit einen Strategiewechsel, da die Nationalmannschaft künftig vermehrt gegen Teams vom amerikanischen Kontinent antreten sollte. So erzielte Rumänien im November 2016 Heimsiege gegen die USA, Kanada und Uruguay, im Juni 2017 kamen Auswärtssiege gegen Kanada und Brasilien hinzu. Bei den Rugby Europe International Championships 2016/17 (der European Nations Cup war mittlerweile reformiert und umbenannt worden) unterlag Rumänien zum Auftakt zwar Deutschland, setzte sich aber im entscheidenden letzten Spiel zuhause mit 8:7 gegen Georgien durch und holte sich den zehnten Europameistertitel. Da beide Mannschaften gleich viele Punkte hatten, war das Ergebnis der Direktbegegnung ausschlaggebend. Unmittelbar nach Spielende herrschte bei Offiziellen und Zuschauern jedoch gleichermaßen Verwirrung, da die Verantwortlichen von Rugby Europe den Siegerpokal zuerst irrtümlicherweise den Georgiern überreichen wollten, ehe sie ihren Fehler bemerkten und die Rumänen zum Europameister erklärten.

### Eine Kontroverse und ihre Folgen

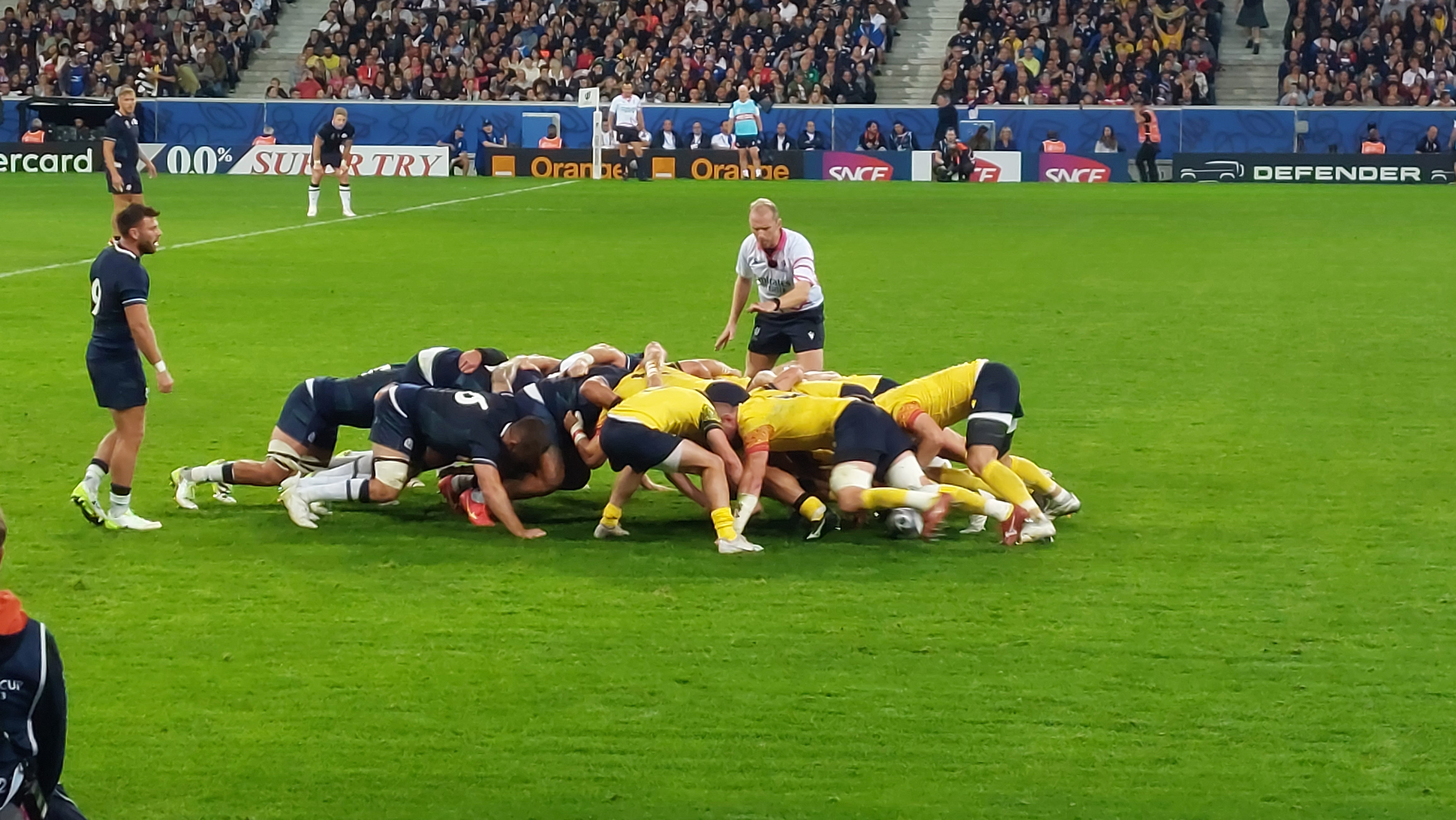
Rumänien gegen Schottland bei der Weltmeisterschaft 2023

Eine Kontroverse überschattete die Rugby Europe Championship 2018, die zusammen mit den Ergebnissen des Vorjahres auch als WM-Qualifikation zählte. Zunächst schien es so, als hätte sich Rumänien als Zweitplatzierter für die Endrunde qualifiziert, doch dann kündigte World Rugby am 18. März 2018 eine nachträgliche Untersuchung des Spiels Belgien–Spanien an, bei dem ein rumänischer Schiedsrichter durch mehrere umstrittene Entscheidungen aufgefallen war. Im Laufe der Ermittlungen fand die von World Rugby eingesetzte Untersuchungskommission heraus, dass Belgien, Rumänien und Spanien jeweils in mehreren Fällen Spieler eingesetzt hatten, die gemäß Reglement nicht spielberechtigt gewesen waren. Im Falle Rumäniens betraf dies den seit 2014 bei einem rumänischen Verein unter Vertrag stehenden Tongaer Sione Fakaʻosilea, der zwar nie der tongaischen Nationalmannschaft angehörte, aber für Tonga Siebener-Rugby gespielt hatte (was der Verband nicht gewusst haben soll). Da beide Varianten unter der Aufsicht von World Rugby stehen, war somit die Regel, wonach ausländische Spieler mit einem während drei Jahren ununterbrochenen Hauptwohnsitz eingesetzt werden dürfen, nicht anwendbar. Am 15. Mai wurden alle drei Mannschaften von World Rugby mit Punktabzügen bestraft, wodurch Rumänien auf den letzten Platz abrutschte und die Weltmeisterschaft 2019 verpasste. Der Startplatz Rumäniens ging an Russland, während Deutschland anstelle Spaniens die nächste Qualifikationsrunde bestreiten durfte. Eine unabhängige Berufungsinstanz bestätigte drei Wochen später das Urteil.
Auf Lynn Howells, der seinen Vertrag nach sechs Jahren beendet hatte, folgte der Franzose Thomas Lièvremont als neuer Nationaltrainer. Doch der Verband entließ ihn im November 2018 nach nur drei Spielen und ersetzte ihn durch den Engländer Andy Robinson. Doch auch er konnte nicht verhindern, dass Rumänien im Vergleich zu anderen europäischen Rugbynationen weiter zurückfiel. Sowohl 2018 als auch 2019 belegten die Rumänen in der Rugby Europe Championship lediglich den dritten Platz hinter Georgien und Spanien, 2021 immerhin den zweiten Platz (wenn auch deutlich hinter Georgien), während sie sich 2022 wieder hinter Georgien und Spanien klassierten. Die Aufbruchstimmung der Howells-Jahre scheint verflogen zu sein, zumal auch die Zukunftsaussichten wenig rosig sind. Die Zahl der rumänischen Profispieler im Ausland nimmt laufend ab und die Jugendnationalmannschaften aller Altersstufen sind seit längerem nicht mehr konkurrenzfähig. Hinzu kommt ein allgemeines Desinteresse der rumänischen Bevölkerung an Sport: Gemäß einer Erhebung von Eurostat aus dem Jahr 2014 belegt Rumänien beim Anteil der Sporttreibenden an der Gesamtbevölkerung den letzten Platz aller EU-Länder, und zwar mit weitem Abstand; auch der Wert beim Besuch von Sportveranstaltungen gehört zu den europaweit niedrigsten.
Während der Qualifikation für die Weltmeisterschaft 2023 schien es zunächst so, als hätte sich Spanien für die Endrunde qualifiziert, nachdem man in der über zwei Jahre ausgespielten europäischen Qualifikation hinter Georgien und vor Rumänien den zweiten Platz erreicht hatte. Nach einer erfolgten Untersuchung der Zulassung von Spielern seitens des Weltverbandes World Rugby wurden Spanien jedoch für zwei Spiele jeweils fünf Punkte abgezogen, wodurch es auf den vierten Platz abrutschte und die Weltmeisterschaft 2023 verpasste. Der Startplatz Spaniens ging an Rumänien, während Portugal anstelle Rumäniens die nächste Qualifikationsrunde bestreiten durfte. Bei der Vorrunde in Frankreich erlitten die Rumänen teils deutliche Niederlagen gegen Irland (8:82), den Titelverteidiger Südafrika (0:76), Schottland (0:84) und Tonga (24:45).
Während es in der Rugby Europe Championship 2022/23 für die Rumänen zum dritten Platz reichte, platzierten sie sich 2023/24 auf dem vierten Platz. Ein Jahr später erreichte das Team den dritten Platz. Infolgedessen qualifizierte es sich für die Weltmeisterschaft 2027 in Australien.

## Trikot, Logo und Spitzname
Rumänien spielt traditionell in gelben Trikots mit blauen Hosen und roten Socken mit weißen Streifen. Das Auswärtstrikot ist weiß mit blauen und roten Farbakzenten, weißen Hosen und weißen Socken.
Aktueller Trikotausrüster der rumänischen Mannschaft ist der italienische Sportartikelhersteller Macron und Trikotsponsor ist der britische Sportwettenanbieter Stanleybet. Auf den Trikots erscheint das Verbandslogo auf der rechten Seite, das Ausrüsterlogo links und das Sponsorenlogo in der Mitte.
Das Logo des Verbandes Federația Română de Rugby zeigt einen als Eichenblatt stilisierten Rugbyball in Blau, mit dem Schriftzug Rugby România daneben. Der Spitzname der Nationalmannschaft lautet Stejarii („die Eichen“).

## Heimstadion

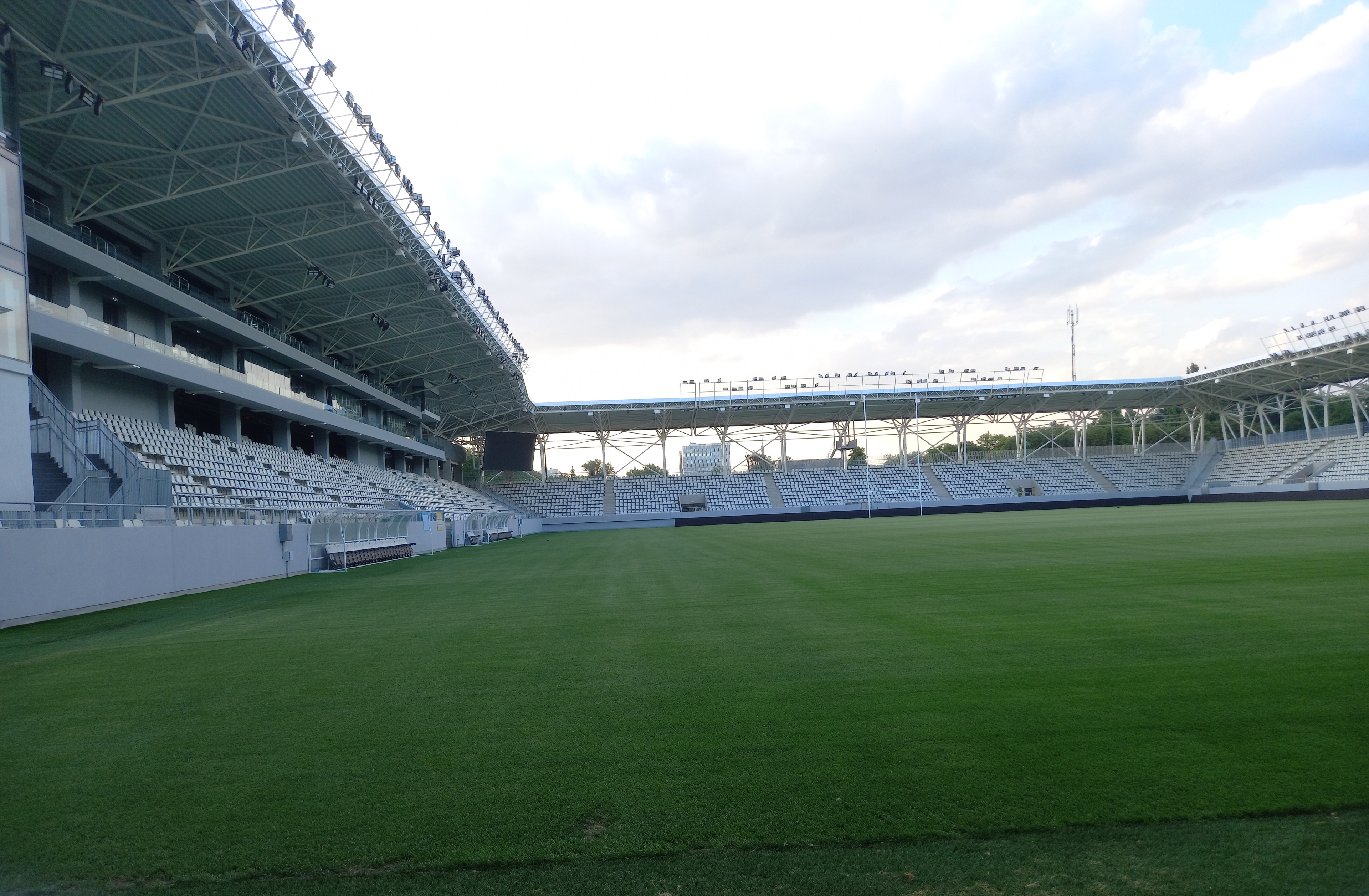
Das Stadionul Arcul de Triumf in Bukarest

Rumäniens Heimstadion ist das Stadionul Arcul de Triumf („Triumphbogenstadion“) in Bukarest, das im Juli 2021 eröffnet wurde und 8200 Zuschauern Platz bietet. Es befindet sich am Standort des gleichnamigen Vorgängerbaus, der 1913 erbaut und 2018 abgerissen worden war. Das Stadion ist im Besitz der Federația Română de Rugby, die hier auch ihren Hauptsitz hat.
Erstmals von der Rugby-Union-Nationalmannschaft genutzt worden war das Stadionul Arcul de Triumf im Jahr 2007. Davor fanden seit 1951 die meisten Heimspiele im Bukarester Dinamo-Stadion statt, einzelne besonders wichtige Partien mit großem Zuschauerinteresse im Stadionul 23 August. Außerhalb der Hauptstadt werden Heimspiele gelegentlich in verschiedenen Städten des Landes ausgetragen; dabei kam Constanța bisher am häufigsten zum Zuge.

## Test Matches

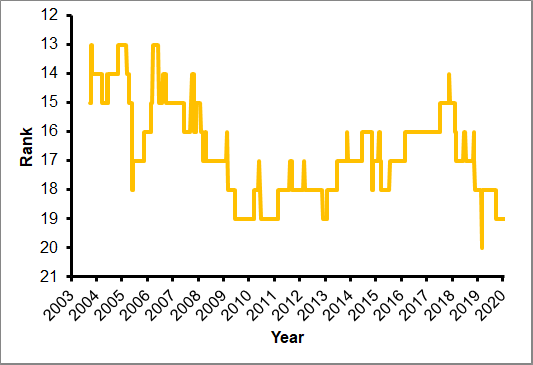
Rumäniens Position in der World-Rugby-Weltrangliste seit dem 10. Oktober 2003

Rumänien hat 273 seiner bisher 481 Test Matches gewonnen, was einer Gewinnquote von 56,76 % entspricht. Die Statistik der Test Matches von Rumänien gegen alle Nationen, alphabetisch geordnet, ist wie folgt (Stand: 13. August 2025):
| Land               | Spiele | Gewonnen | Unent- schieden | Verloren | % Siege |
| ------------------ | ------ | -------- | --------------- | -------- | ------- |
| Argentinien        | 9      | 0        | 0               | 9        | 0,00    |
| Australien         | 3      | 0        | 0               | 3        | 0,00    |
| Belgien            | 10     | 10       | 0               | 0        | 100,00  |
| Brasilien          | 2      | 2        | 0               | 0        | 100,00  |
| Bulgarien          | 2      | 2        | 0               | 0        | 100,00  |
| Chile              | 3      | 2        | 0               | 1        | 66,67   |
| DDR                | 13     | 12       | 1               | 0        | 92,31   |
| Deutschland        | 22     | 16       | 0               | 6        | 72,72   |
| England            | 5      | 0        | 0               | 5        | 0,00    |
| Fidschi            | 3      | 1        | 0               | 2        | 33,33   |
| Frankreich         | 51     | 8        | 2               | 41       | 15,69   |
| Georgien           | 30     | 9        | 1               | 20       | 30,00   |
| Irland             | 10     | 0        | 0               | 10       | 0,00    |
| Italien            | 44     | 17       | 3               | 24       | 38,64   |
| Japan              | 6      | 1        | 0               | 5        | 16,37   |
| Kanada             | 10     | 7        | 0               | 3        | 70,00   |
| Marokko            | 9      | 8        | 0               | 1        | 88,89   |
| Namibia            | 6      | 5        | 0               | 1        | 83,33   |
| Neuseeland         | 2      | 0        | 0               | 2        | 0,00    |
| Niederlande        | 9      | 9        | 0               | 0        | 100,00  |
| Polen              | 19     | 18       | 0               | 1        | 94,74   |
| Portugal           | 31     | 24       | 0               | 7        | 77,42   |
| Russland           | 27     | 18       | 1               | 8        | 66,67   |
| Samoa              | 3      | 2        | 0               | 1        | 66,67   |
| Schottland         | 13     | 2        | 0               | 11       | 15,38   |
| Simbabwe           | 4      | 4        | 0               | 0        | 100,00  |
| Sowjetunion        | 15     | 12       | 0               | 3        | 80,00   |
| Spanien            | 42     | 36       | 0               | 6        | 85,71   |
| Südafrika          | 2      | 0        | 0               | 2        | 0,00    |
| Tschechien         | 6      | 6        | 0               | 0        | 100,00  |
| Tschechoslowakei   | 16     | 15       | 1               | 0        | 93,75   |
| Tonga              | 6      | 3        | 0               | 3        | 50,00   |
| Tunesien           | 5      | 4        | 0               | 1        | 80,00   |
| Ukraine            | 7      | 7        | 0               | 0        | 100,00  |
| Uruguay            | 15     | 9        | 1               | 5        | 60,00   |
| Vereinigte Staaten | 11     | 3        | 0               | 8        | 27,27   |
| Wales              | 10     | 2        | 0               | 8        | 20,00   |
| Gesamt             | 481    | 273      | 10              | 198      | 56,76   |

## Erfolge

### Weltmeisterschaften
Rumänien hat, seit deren Einführung 1987, an fast jeder Weltmeisterschaft teilgenommen, mit Ausnahme des Turnieres 2019. Dabei gelang bei den Turnieren 1987, 1991, 1999, 2003, 2007 und 2015 jeweils ein Sieg.
| Jahr | Resultat                                                       | Spiele                                                         | Siege                                                          | Unent.                                                         | Ndlg.                                                          | +/-                                                            | Punkte                                                         |
| ---- | -------------------------------------------------------------- | -------------------------------------------------------------- | -------------------------------------------------------------- | -------------------------------------------------------------- | -------------------------------------------------------------- | -------------------------------------------------------------- | -------------------------------------------------------------- |
| 1987 | Vorrunde                                                       | 3                                                              | 1                                                              | 0                                                              | 2                                                              | 61:130                                                         | 2                                                              |
| 1991 | Vorrunde                                                       | 3                                                              | 1                                                              | 0                                                              | 2                                                              | 31:64                                                          | 5                                                              |
| 1995 | Vorrunde                                                       | 3                                                              | 0                                                              | 0                                                              | 3                                                              | 14:97                                                          | 3                                                              |
| 1999 | Vorrunde                                                       | 3                                                              | 1                                                              | 0                                                              | 2                                                              | 50:126                                                         | 2                                                              |
| 2003 | Vorrunde                                                       | 4                                                              | 1                                                              | 0                                                              | 3                                                              | 65:192                                                         | 5                                                              |
| 2007 | Vorrunde                                                       | 4                                                              | 1                                                              | 0                                                              | 3                                                              | 40:161                                                         | 5                                                              |
| 2011 | Vorrunde                                                       | 4                                                              | 0                                                              | 0                                                              | 4                                                              | 44:169                                                         | 0                                                              |
| 2015 | Vorrunde                                                       | 4                                                              | 1                                                              | 0                                                              | 3                                                              | 60:129                                                         | 4                                                              |
| 2019 | nicht qualifiziert (5. Qualifikationsrunde)                    | nicht qualifiziert (5. Qualifikationsrunde)                    | nicht qualifiziert (5. Qualifikationsrunde)                    | nicht qualifiziert (5. Qualifikationsrunde)                    | nicht qualifiziert (5. Qualifikationsrunde)                    | nicht qualifiziert (5. Qualifikationsrunde)                    | nicht qualifiziert (5. Qualifikationsrunde)                    |
| 2023 | Vorrunde                                                       | 4                                                              | 0                                                              | 0                                                              | 4                                                              | 32:287                                                         | 0                                                              |
| 2027 | qualifiziert (Rugby Europe International Championship 2024/25) | qualifiziert (Rugby Europe International Championship 2024/25) | qualifiziert (Rugby Europe International Championship 2024/25) | qualifiziert (Rugby Europe International Championship 2024/25) | qualifiziert (Rugby Europe International Championship 2024/25) | qualifiziert (Rugby Europe International Championship 2024/25) | qualifiziert (Rugby Europe International Championship 2024/25) |
| 2031 | noch ausstehend                                                | noch ausstehend                                                | noch ausstehend                                                | noch ausstehend                                                | noch ausstehend                                                | noch ausstehend                                                | noch ausstehend                                                |

### Olympische Spiele
Rumänien nahm einmal an olympischen Turnieren teil. Beim Rugbyturnier der Olympischen Sommerspiele 1924 verlor die Mannschaft beide Spiele gegen Frankreich und die Vereinigten Staaten, womit es die Bronzemedaille erhielt.
- 1924: 3. Platz

### Europameisterschaften
Die rumänische Nationalmannschaft beteiligt sich seit 1935 an Rugby-Europameisterschaften teil und entschied in diesem Zeitraum zehn Austragungen für sich.
- Turniersiege (10): 1968/69, 1974/75, 1976/77, 1980/81, 1982/83, 1999/2000, 2001/02, 2006, 2010, 2017

### Nations Cup
Rumänien nahm von 2007 bis 2016 jährlich am Nations Cup teil. Viermal konnte die Mannschaft das Turnier für sich entscheiden.
- Turniersiege (4): 2012, 2013, 2015, 2016

### Weitere Test Matches

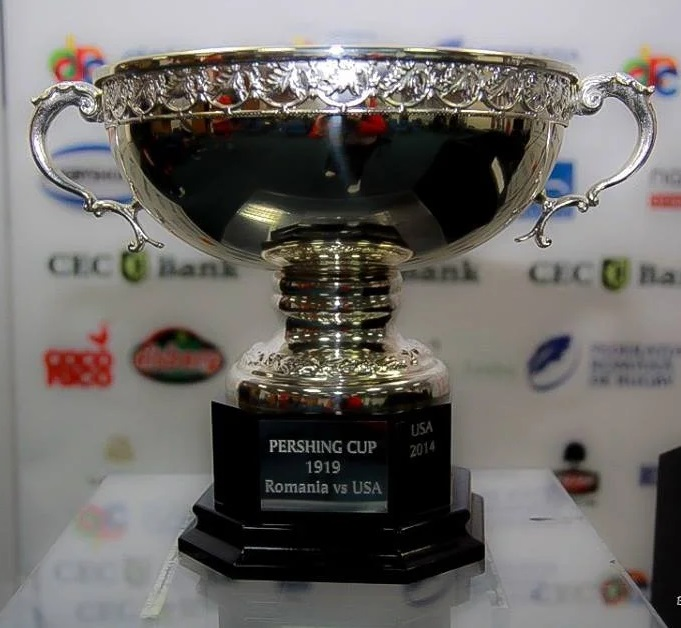
Der Pershing Cup wird seit 2014 zwischen Rumänien und den Vereinigten Staaten ausgespielt

Während der Amateur-Ära tourte Rumänien zum Teil wochenlang ins Ausland, um gegen andere Nationalteams sowie Regionalauswahlen und Vereinsmannschaften anzutreten. Ebenso empfing man in Rumänien tourende Nationalteams. Die Touren nach alter Tradition kamen um das Jahr 2000 zum Erliegen. Heute stehen für Test Matches gegen Teams der südlichen und nördlichen Hemisphäre jedes Jahr zwei Zeitfenster zur Verfügung, die Mid-year Internationals im Juni und die End-of-year Internationals im November.
Dabei spielt Rumänien seit 2002 gegen Georgien um den Antim Cup (benannt nach dem in Georgien geborenen rumänischen Metropoliten Antim Ivireanul), seit 2014 gegen die Vereinigten Staaten um den Pershing Cup (benannt nach dem US-amerikanischen General John J. Pershing, der 1919 die Interalliierte Spielen organisierte, bei denen Rumänien sein erstes Länderspiel bestritt) und seit 2021 gegen Russland um den Kiseleff Cup (benannt nach dem russischen Prinzen Pawel Dmitrijewitsch Kisseljow, der 1829 die erste Verfassung für die beiden Fürstentümer Moldau und Walachei ausarbeitete).

## Spieler

### Aktueller Kader
Die folgenden Spieler bildeten den Kader während der Rugby Europe Championship 2024/25:
| Spieler              | Position         | Mannschaft      | Länderspiele |
| -------------------- | ---------------- | --------------- | ------------ |
| Alin Conache         | Gedrängehalb     | Steaua Bukarest | 016          |
| Gabriel Rupanu       | Gedrängehalb     | Timișoara       | 031          |
| Vlăduț Bocăneț       | Gedrängehalb     | Baia Mare       | 001          |
| Hinckley Vaovasa     | Verbinder        | Dinamo Bukarest | 023          |
| Daniel Plai          | Verbinder        | Timișoara       | 061          |
| Marian Ispir         | Verbinder        | Rapid Bukarest  | 001          |
| Alexandru Bucur      | Innendreiviertel | Timișoara       | 017          |
| Taylor Gontineac     | Innendreiviertel | Béziers         | 010          |
| Mihai Graure         | Innendreiviertel | Dinamo Bukarest | 005          |
| Jason Tomane         | Innendreiviertel | Baia Mare       | 021          |
| Romeo Corrado-Ștețco | Außendreiviertel | Timișoara       | 002          |
| Tiqe Iliesa          | Außendreiviertel | Timișoara       | 000          |
| Tevita Manumua       | Außendreiviertel | Timișoara       | 011          |
| Nicolas Onuțu        | Außendreiviertel | Annonay         | 005          |
| Marius Simionescu    | Außendreiviertel | Timișoara       | 039          |

| Spieler               | Position             | Mannschaft       | Länderspiele |
| --------------------- | -------------------- | ---------------- | ------------ |
| Ștefan Marko Buruiană | Hakler               | Nevers           | 003          |
| Tudor Butnariu        | Hakler               | Timișoara        | 013          |
| Ovidiu Cojocaru       | Hakler               | Baia Mare        | 034          |
| Ciprian Chiriac       | Pfeiler              | Timișoara        | 005          |
| Gheorghe Gajion       | Pfeiler              | Mont-de-Marsan   | 011          |
| Alexandru Gordaș      | Pfeiler              | Dinamo Bukarest  | 035          |
| Iulian Hartig         | Pfeiler              | Dinamo Bukarest  | 019          |
| Cosmin Manole         | Pfeiler              | Dinamo Bukarest  | 005          |
| Alexandru Savin       | Pfeiler              | Rapid Bukarest   | 036          |
| Yanis Horvat          | Zweite-Reihe-Stürmer | Albi             | 000          |
| Marius Iftimiciuc     | Zweite-Reihe-Stürmer | Carcassonne      | 025          |
| Nicolaas Immelman     | Zweite-Reihe-Stürmer | Baia Mare        | 003          |
| Andrei Mahu           | Zweite-Reihe-Stürmer | Massy            | 004          |
| Adrian Moțoc          | Zweite-Reihe-Stürmer | Biarritz         | 030          |
| Kemal Altinok         | Flügelstürmer        | Timișoara        | 000          |
| Cristi Boboc          | Flügelstürmer        | Steaua Bukarest  | 011          |
| Cristi Chirica        | Flügelstürmer        | Dinamo Bukarest  | 037          |
| Adrian Mitu           | Flügelstürmer        | Soyaux Angoulême | 003          |
| Vlad Neculau          | Flügelstürmer        | Timișoara        | 022          |
| Matthew Tweddle       | Flügelstürmer        | Steaua Bukarest  | 001          |

### Bekannte Spieler
Bisher ist noch kein rumänischer Spieler in die World Rugby Hall of Fame aufgenommen worden. Diese Ehre wurde hingegen der Olympiaauswahl von 1924 zuteil.

### Spielerstatistiken

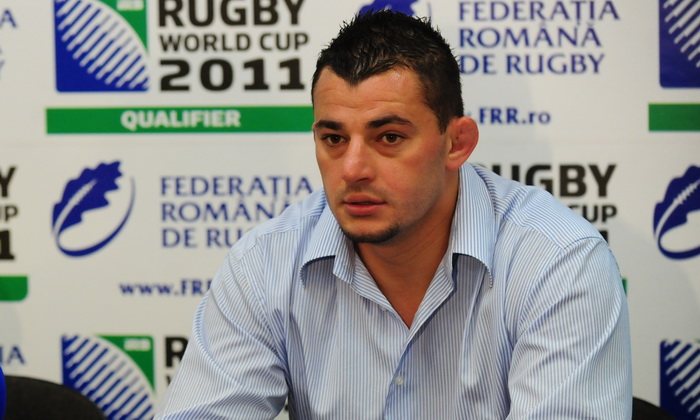
Sorin Socol (2010)

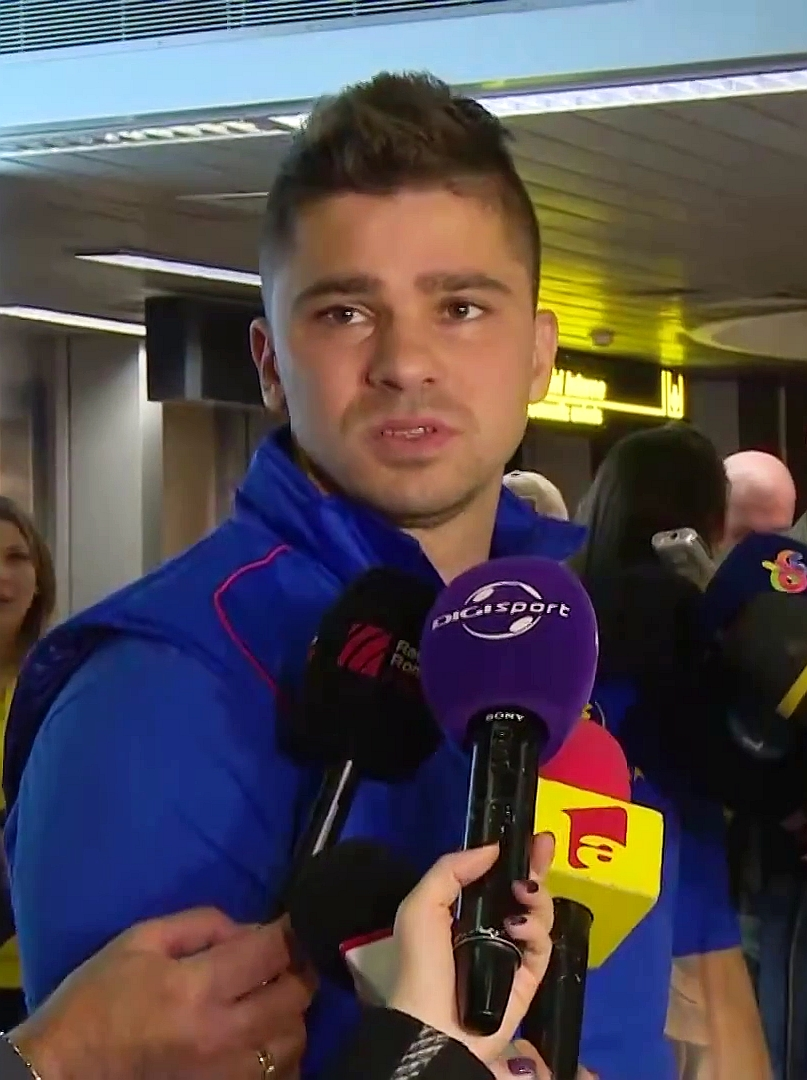
Valentin Calafeteanu (2015)

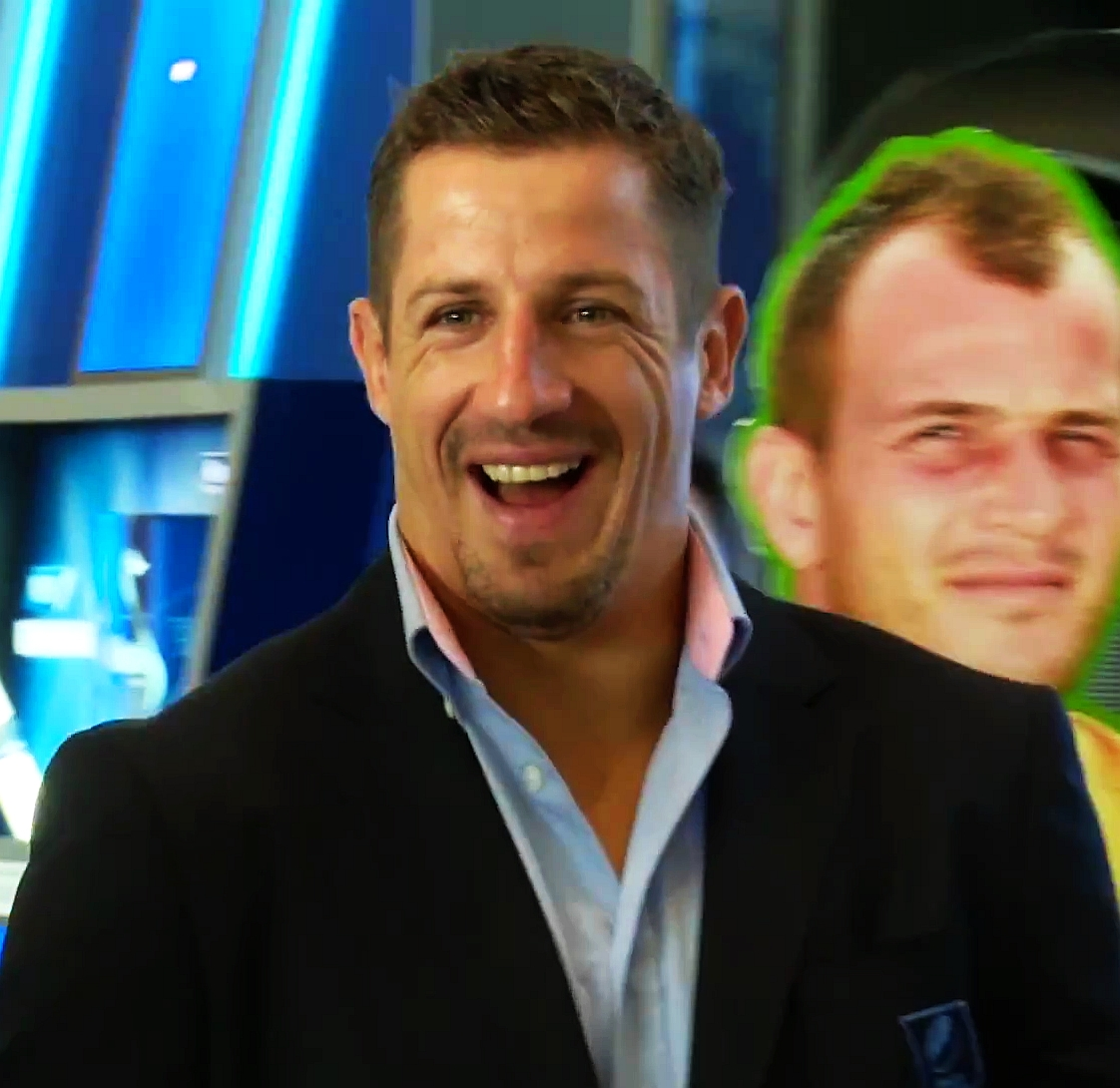
Mihai Macovei (2015)

Nachfolgend sind die wichtigsten Statistiken aufgelistet, die Spieler Rumäniens betreffen. Die mit * markierten Spieler sind noch aktiv und können sich weiter verbessern.
(Stand: März 2025)
| Rang | Name                           | Zeitraum                       | Spiele                         |
| ---- | ------------------------------ | ------------------------------ | ------------------------------ |
| 01   | Florin Vlaicu                  | 2006–2022                      | 129                            |
| 02   | Cătălin Fercu                  | 2005–2020                      | 109                            |
| 03   | Florin Surugiu                 | 2008–2024                      | 108                            |
| 04   | Mihai Macovei                  | 2006–2023                      | 104                            |
| 05   | Valentin Calafeteanu           | 2004–2019                      | 100                            |
| 06   | Cristian Petre                 | 2001–2012                      | 092                            |
| 07   | Csaba Gál                      | 2005–2015                      | 088                            |
| 08   | Valentin Popârlan              | 2007–2020                      | 077                            |
| 09   | Drei Spieler mit je 76 Spielen | Drei Spieler mit je 76 Spielen | Drei Spieler mit je 76 Spielen |

| Rang | Name                | Zeitraum  | Spiele |
| ---- | ------------------- | --------- | ------ |
| 01   | Mihai Macovei       | 2012–2023 | 72     |
| 02   | Sorin Socol         | 2001–2011 | 36     |
| 03   | Stelian Burcea      | 2009–2018 | 19     |
| 04   | Mircea Paraschiv    | 1980–1987 | 18     |
| 05   | Haralambie Dumitraș | 1989–1993 | 14     |
| 06   | Romeo Gontineac     | 1999–2003 | 14     |
| 07   | Tiberiu Brînză      | 1994–1997 | 13     |
| 08   | Marius Tincu        | 2007–2012 | 11     |
| 09   | Costica Mersoiu     | 2007–2008 | 10     |
| 10   | Alin Petrache       | 1999–2004 | 07     |

| Rang | Name                 | Zeitraum  | Punkte |
| ---- | -------------------- | --------- | ------ |
| 01   | Florin Vlaicu        | 2006–2022 | 1321   |
| 02   | Dănuț Dumbravă       | 2002–2015 | 0389   |
| 03   | Petre Mitu           | 1996–2009 | 0339   |
| 04   | Ionuț Tofan          | 1997–2007 | 0316   |
| 05   | Valentin Calafeteanu | 2004–2019 | 0233   |
| 06   | Neculai Nichitean    | 1990–1997 | 0201   |
| 07   | Ionel Melinte *      | 2018–2025 | 0176   |
| 08   | Cătălin Fercu        | 2005–2020 | 0171   |
| 09   | Gelu Ignat           | 1986–1992 | 0148   |
| 10   | Gabriel Brezoianu    | 1996–2007 | 0142   |

| Rang | Name                             | Zeitraum                         | Versuche                         |
| ---- | -------------------------------- | -------------------------------- | -------------------------------- |
| 01   | Cătălin Fercu                    | 2005–2020                        | 33                               |
| 02   | Gabriel Brezoianu                | 1996–2007                        | 28                               |
| 03   | Mihai Macovei                    | 2006–2023                        | 22                               |
| 04   | Ionuț Dumitru                    | 2013–2022                        | 17                               |
| 05   | Ovidiu Tonița                    | 2000–2016                        | 15                               |
| 06   | Petre Mitu                       | 1996–2009                        | 14                               |
| 07   | Cristian Săuan                   | 1999–2007                        | 14                               |
| 08   | Marius Tincu                     | 2002–2012                        | 14                               |
| 09   | Florin Vlaicu                    | 2006–2022                        | 14                               |
| 10   | Vier Spieler mit je 13 Versuchen | Vier Spieler mit je 13 Versuchen | Vier Spieler mit je 13 Versuchen |

## Trainer

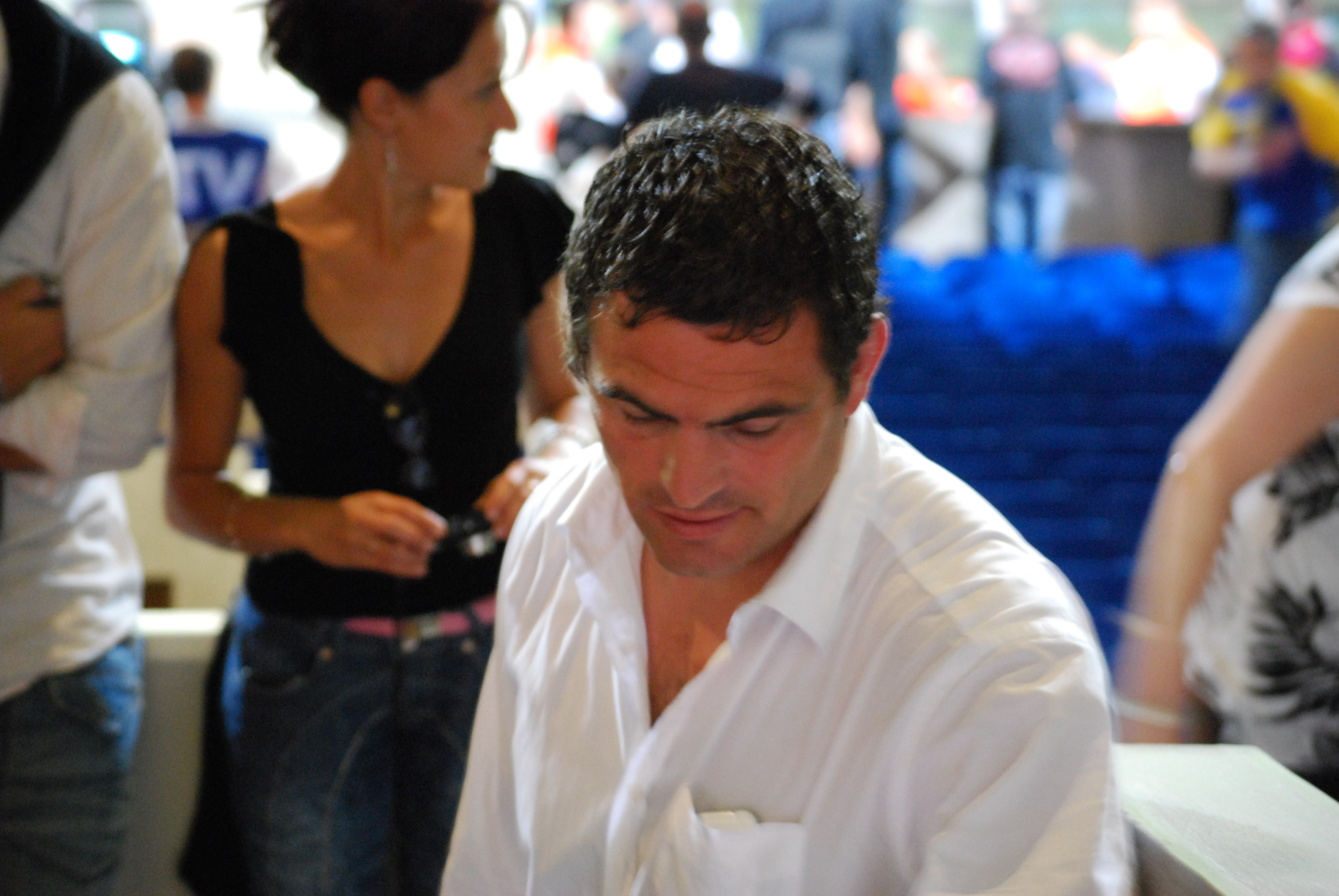
Thomas Lièvremont (2009)

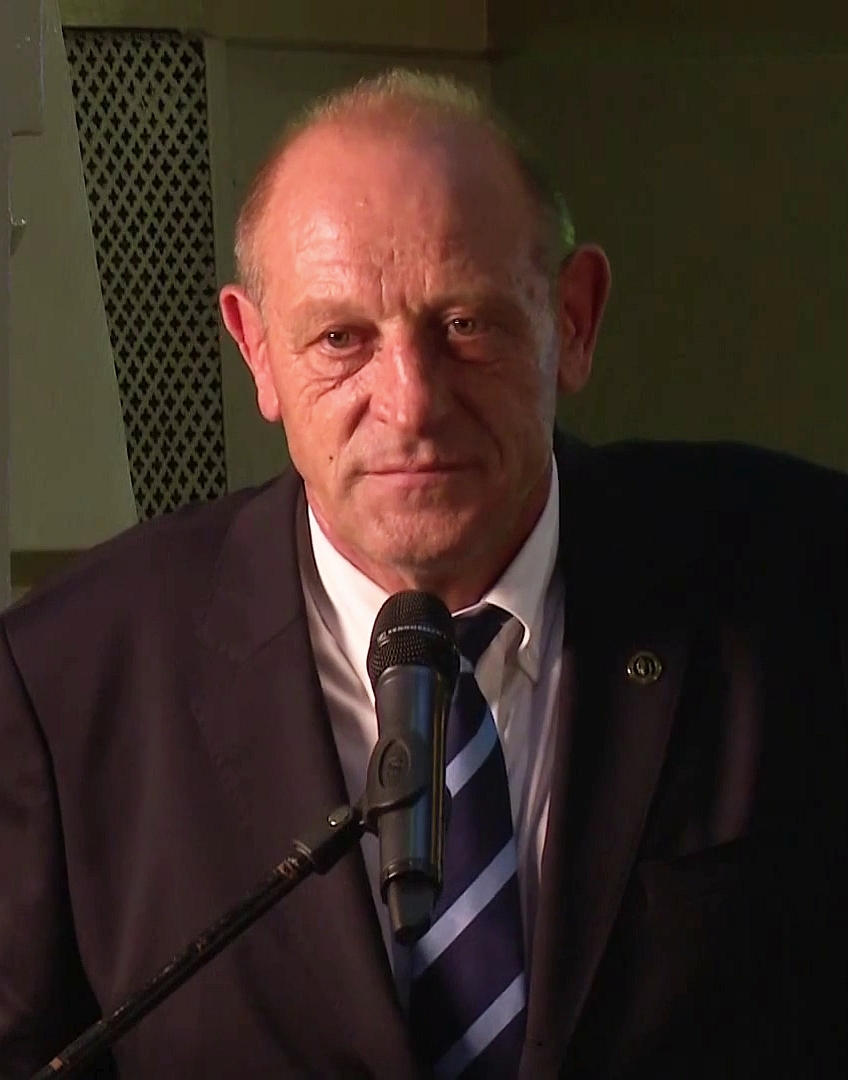
Haralambie Dumitraș (2015)

Folgende Personen waren Trainer der rumänischen Nationalmannschaft:
| Name                                | Jahre     |
| ----------------------------------- | --------- |
| Bernard Charreyre                   | 2002–2003 |
| Philippe Sauton                     | 2003–2004 |
| Daniel Santamans und Robert Antonin | 2004–2007 |
| Marin Moț                           | 2007–2008 |
| Serge Laïrle                        | 2009–2010 |
| Romeo Gontineac                     | 2010–2011 |
| Haralambie Dumitraș                 | 2011–2012 |
| Lynn Howells                        | 2012–2018 |
| Thomas Lièvremont                   | 2018      |
| Marius Tincu (interim)              | 2019      |
| Andy Robinson                       | 2019–2022 |
| Eugen Apjok (interim)               | 2022–2023 |
| David Gérard                        | seit 2024 |